# Újpesti TE (volley-ball féminin)
Maillots
Újpesti TE est un club hongrois de volley-ball, section du club omnisports du Újpesti Torna Egylet, fondé en 1948 et basé à Budapest qui évolue pour la saison 2019-2020 en Extraliga.

## Palmarès
- Championnat de Hongrie
  - Vainqueur : 1963, 1964, 1965, 1966, 1967, 1968, 1970, 1986, 1987, 1990[4].
  - Finaliste : 1969, 1971, 1972, 1973, 1974, 1975, 1976, 1977, 1979, 1984, 1985, 1988.
- Coupe de Hongrie
  - Vainqueur : 1962, 1963, 1964, 1965, 1966, 1967, 1968, 1974, 1975, 1984, 1986, 1987[4].
  - Finaliste : 1969, 1970, 1971, 1973, 1977, 1985, 1988, 1990.